# Fabio Firmani
Fabio Firmani (Roma, 26 de maio de 1978) é um ex-futebolista profissional italiano que jogou boa parte da carreira na Lazio.

## Carreira
Depois de muito tempo de carreira na Itália. Em 2008, mudou-se para Al Wasl FC em Dubai para lidar empréstimo.